# Motörhead (음반)
| 전문가 평가  | 전문가 평가 |
| 평가 점수    | 평가 점수   |
| 출처         | 점수        |
| ------------ | ----------- |
| AllMusic     | [ 2 ]       |
| Classic Rock | [ 3 ]       |

《Motörhead》는 1977년 8월 21일, 치즈윅 레코드에서 발매된 영국의 헤비 메탈 밴드 모터헤드의 자칭 데뷔 스튜디오 음반으로, 레이블의 첫 번째 음반 중 하나이다. 이 음반은 1975년에 발매되었지만 공식적으로 밴드의 데뷔 음반으로 간주되고 있다. 비록 음반이 1975년에 발매되었고 유나이티드 아티스츠가 상업적으로 자리를 잡은 후 1979년에야 발매되었다. 이것은 1978년 초까지 더 큰 브론즈 레코드에 사인을 했기 때문에, 레미 킬미스터, 에디 클라크와 필 테일러의 "고전" 모터헤드 라인업이 되는 첫 음반이 될 것이다.

## 배경
모터헤드는 1977년 초 리드 기타리스트 에디 클라크를 고용했으며, 원래 4부 라인업으로 예정되어 있던 것에서 래리 월리스와 함께 밴드의 두 번째 기타리스트로 활동할 예정이었으나 월리스는 그 나름의 이유로 얼마 지나지 않아 떠났다. 이 신생 밴드가 성공에 대한 전망이 어둡다는 것을 감지한 모터헤드는 그해 런던의 마르케 클럽에서 마지막 공연을 한 후 해체하기로 결정했다. 최근 치즈윅 레코드 레이블의 설립자인 테드 캐롤은 레미가 단골 고객이었던 런던에 있는 희귀한 45인치 레코드의 상점에서 레미를 잘 알고 있었다. 캐롤은 밴드에 휴식을 주기로 결정하고 마르케에서 그들의 마지막 공연이 될 공연을 주최했고, 그 공연을 녹화하기로 결정했다.

## 커버 아트
커버 아트는 밴드의 아이콘이 되어 밴드의 음반 커버 대부분에 등장할 스내글투스 얼굴인 워피그의 데뷔를 특징으로 했다. 스내글투스는 일찍이 힙노시스의 스톰 소거슨과 함께 일했던 예술가 조 페타그노에 의해 만들어졌고, 레드 제플린을 위해 스완 송 레코드 로고를 디자인했다. 그것의 창시자에 따르면, 스내글투스는 곰, 늑대, 그리고 멧돼지 엄니를 가진 개 두개골의 조합을 상징한다. 원래 《Motörhead》 음반 커버에는 향후 음반의 복사본에서 제거되었지만 헬멧의 스파이크에 만자문이 들어 있었다.

## 곡 목록
| #  | 제목                        | 작사·작곡                                  | 재생 시간 |
| -- | --------------------------- | ------------------------------------------ | --------- |
| 1. | 〈Motorhead〉               | 레미 킬미스터                              | 3:13      |
| 2. | 〈Vibrator〉                | 래리 월리스, 데스 브라운                   | 3:39      |
| 3. | 〈Lost Johnny〉             | 킬미스터, 믹 패런                          | 4:15      |
| 4. | 〈Iron Horse/Born to Lose〉 | 필 테일러, 믹 브라운, 가이 "트램프" 로렌스 | 5:21      |

| #  | 제목                     | 작사·작곡                               | 재생 시간 |
| -- | ------------------------ | --------------------------------------- | --------- |
| 5. | 〈White Line Fever〉     | 킬미스터, 에디 클라크, 테일러           | 2:38      |
| 6. | 〈Keep Us on the Road〉  | 킬미스터, 클라크, 테일러, 패런          | 5:57      |
| 7. | 〈The Watcher〉          | 킬미스터                                | 4:30      |
| 8. | 〈Train Kept A-Rollin'〉 | 마이런 브래드쇼, 하워드 케이, 로이스 만 | 3:19      |